# Liwa
De Liwa (Duits: Liebe) is een rivier in de Poolse woiwodschappen Ermland-Mazurië en Pommeren. De Liwa begint in het Januszewskiemeer bij Jerzwałd en het veel grotere Jeziorak-meer. Na een lang tracé van 111,4 kilometer mondt de Liwa bij Biała Góra uit in de Nogat, een aftakking van de Wisła die op zijn beurt weer in het Wisłahaf uitmondt.

## Landschap rondom de rivier

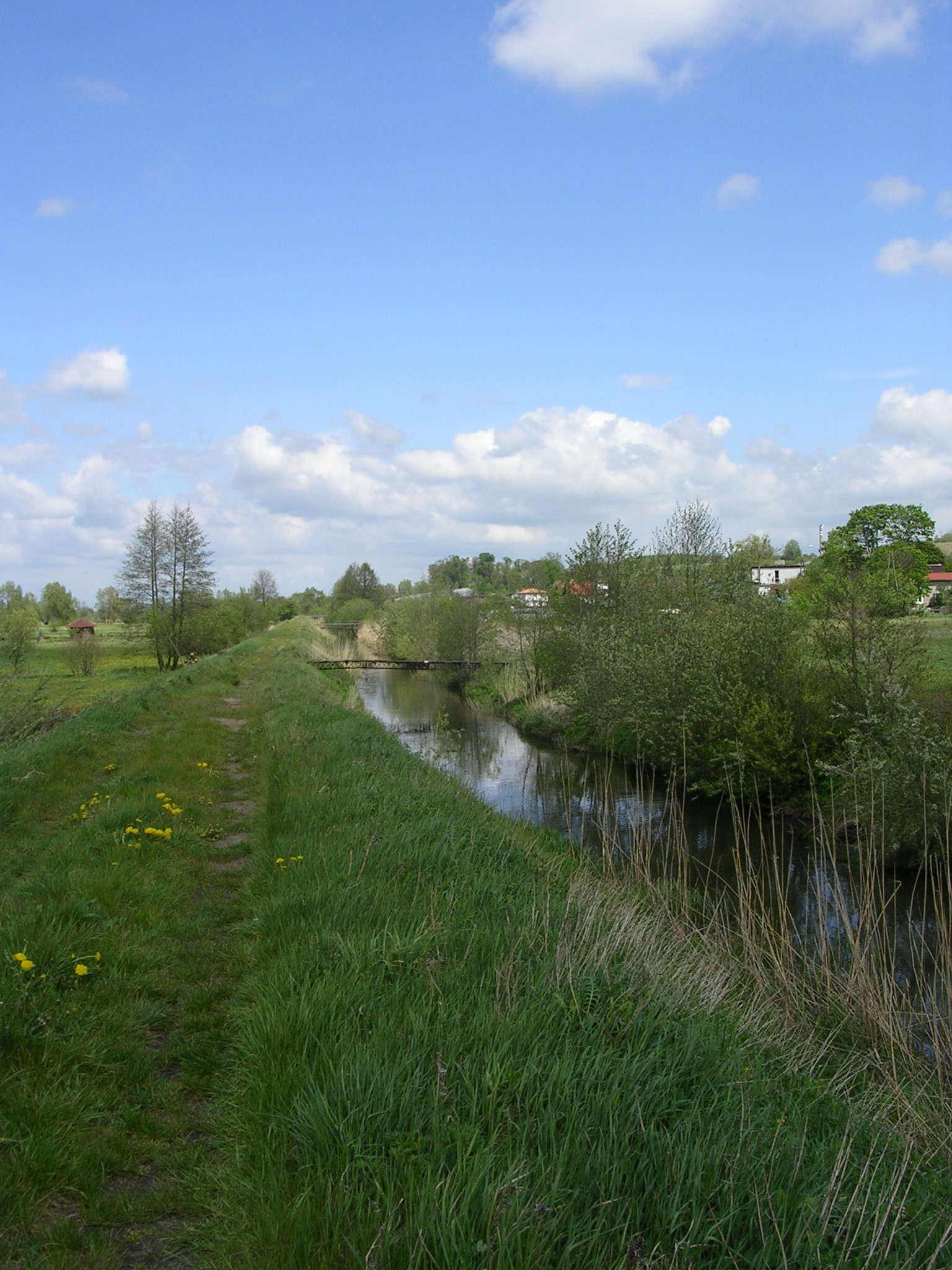
Vegetatie bij Kwidzyn

Het landschap langs en rondom de Liwa is afwisselend maar vooral rijk aan meren. Zo komen in dit merenrijke gebied onder meer bossen en vlaktes voor. In de dichtbeboste bovenloop van de Liwa is tevens het Gaudymeer Reservaat gelegen. Aangezien het landschap steeds meer veranderd, wordt tegelijkertijd het verval ook steeds groter. Dit komt onder andere doordat de Liwa in de buurt van Kwidzyn samen met de Wisła zelf door haar eigen laaggelegen dal begint te stromen. Deze redelijk bosarme dalen trekken hele andere flora en fauna aan dan in de bossen. Hier mondt tevens het Palemonakanaal, een afvoerkanaal uit in de Liwa.

## Verloop

### Bovenloop
De Liwa begint als uitloop van het Januszewskiemeer (Duits: Januschauer See) in de buurt van Jerzwałd en het veel grotere Jeziorak-meer. Hier wordt het meer en ten slotte de Liwa zelf gevoed door verschillende beekjes en nabije bronnen. Eenmaal voortgezet als een beekje begint de Liwa onopvallend door het bossige landschap te stromen en zo ook door de inmiddels verlaten plaats Fabianki. Kort na Fabianki begint de beek door het Gaudymeer Reservaat te stromen. Hier is tevens het gelijknamige meer gelegen, dat het Gaudymeer (Pools: Jezioro Gaudy) heet.
Vroeger mondde de Liwa uit in het meer, maar tegenwoordig is er een omleiding gegraven. Later komt de oude loop van de Liwa weer samen met de nieuwe gegraven loop. Na de samenkomst èn het verlaten van het reservaat stroomt het hier nog als beek geoogde stroompje door afwisselende landschapstypen, waardoor ze hier en daar nog goed te zien. Daarnaast is de Liwa hier gedeeltelijk gekanaliseerd om water uit het moerassige Gaudymeer Reservaat sneller af te kunnen voeren, waardoor er geen plaatselijke overstromingen zich voordoen.

### Middenloop

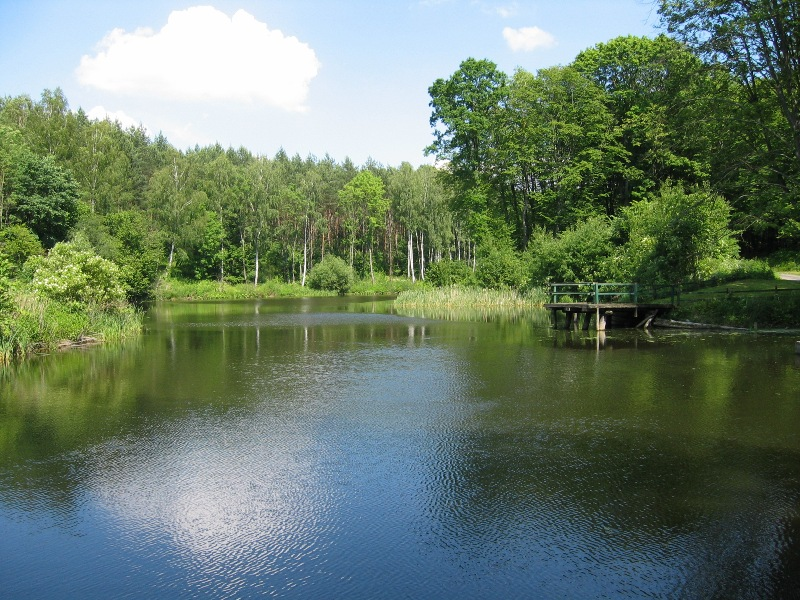
De Liwa in de omgeving van Prabuty, op de plek waar vroeger een molen heeft gestaan.

Vervolgens bereikt ze Prabuty om in het Dzierzgońmeer te stromen en hier een kleine delta te vormen. Naast de Liwa zelf is er ook nog de Młynówka Malborska, een afvoerkanaal dat het meer in het noordoostelijke gedeelte verlaat. Dit kanaal is tevens gegraven om een kortere verbinding tussen de Liwa en de Nogat te vormen. De eigenlijke Liwa stroomt kilometers later pas in de Nogat. Na het verlaten van zowel het meer als de gemeente Prabuty doorstroomt ze een aantal stuwmeertjes die zijn aangelegd voor het opwekken van elektriciteit.

### Benedenloop

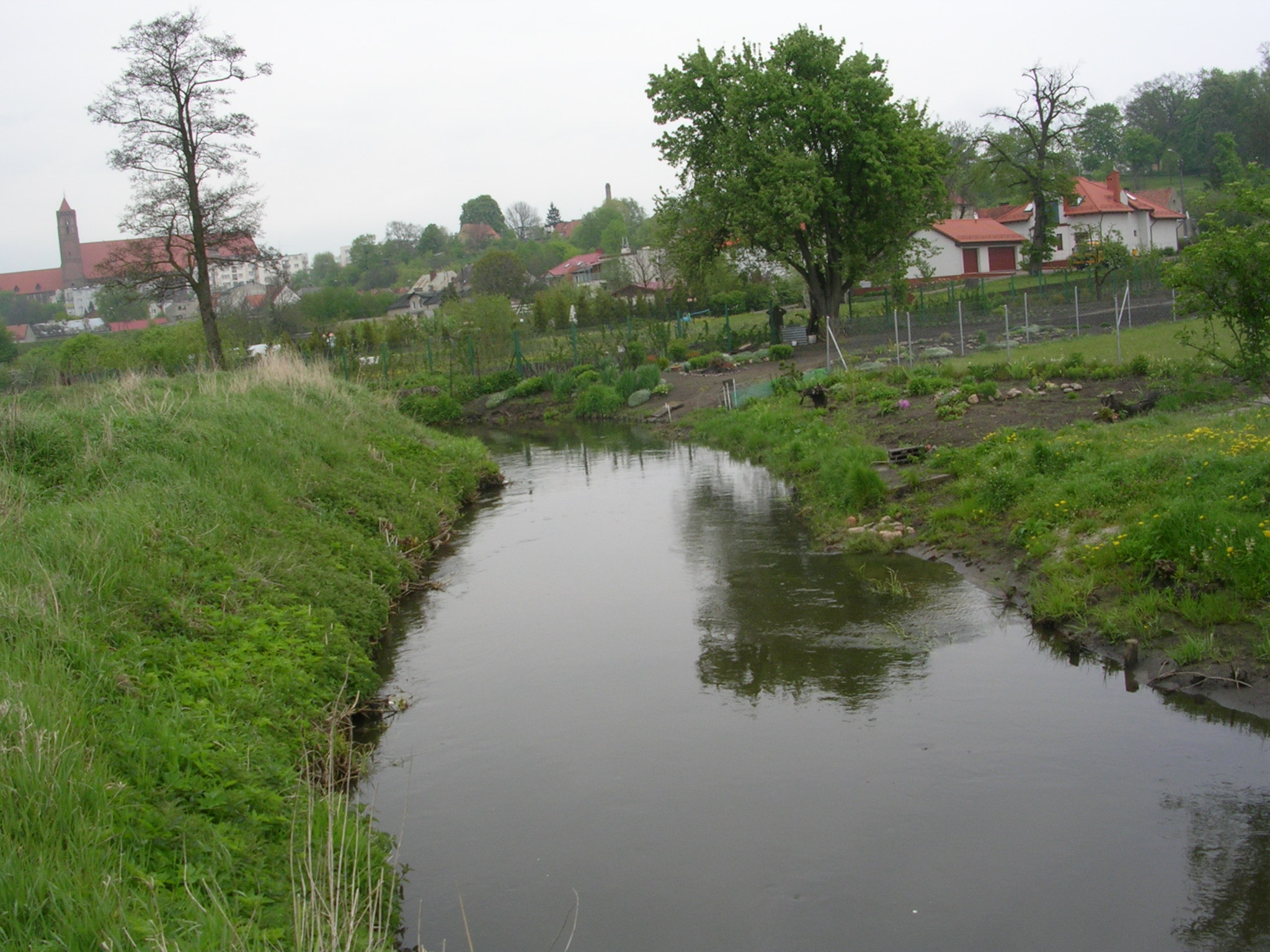
Bij Kwidzyn

Hier stroomt ze in westelijke richting en bereikt vervolgens Kwidzyn, waar ze een bocht langs de stad maakt. Aan het einde van de bocht stroomt de rivier uiteindelijk in noordwestelijke richting en neemt hij het Palemonakanaal op. Net buiten de stad begint de Liwa sterk te meanderen en stroomt in de richting van Biała Góra. Vele (oude) meanders zijn echter nog niet gedempt, waardoor ze nog goed vanuit de ruimte te zien zijn. Eenmaal aangekomen in Biała Góra, mondt ze via een klein sluis- en stuwstelseltje uit in de Nogat, die ook kort voor de monding via een sluis- en stuwstelsel aftakt van de Wisła. Daarnaast worden de twee sluis- en stuwstelsels druk bezocht, bestaat het stelsel in de Liwa uit een waterkering en een kleine schutsluis én is dit stelsel tussen 1852 en 1879 aangelegd.